# Fasanenhof (Kassel)
Fasanenhof, Kassel-Fasanenhof – okręg administracyjny Kassel, w Niemczech, w kraju związkowym Hesja. W 2015 roku okręg liczył 8556 mieszkańców.